# Florence Guignard
Pour les articles homonymes, voir Guignard.
Florence Guignard, née en 1934 à Genève, est une psychologue clinicienne et une psychanalyste suisse et française.

## Biographie
Son père, Charles Guignard, est un médecin d'origine vaudoise, installé à Genève, et sa mère, Marcelle Rau, est genevoise, violoniste à l’Orchestre de la Suisse romande et professeure au conservatoire de musique de Genève. Elle obtient sa maturité classique (latin) en 1953, tout en étudiant le piano, d'abord au conservatoire de Genève puis avec Denise Bidal, et le chant avec Magda Fonay. Elle fait ensuite ses études de psychologie à l'université de Genève. Elle travaille avec Jean Piaget, André Rey, Julian de Ajuriaguerra et Gaston Garrone, et participe à des recherches dans le cadre du Fonds national suisse de la recherche scientifique, notamment à une étude auprès d'enfants dysphasiques qui donne lieu à deux publications collectives,. Elle dirige également une étude sur les troubles de la symbolisation chez les enfants qui ont un handicap mental, qui donne lieu à plusieurs publications scientifiques. 
Elle se forme à la psychanalyse à la Société suisse de psychanalyse, à Genève, avec Raymond de Saussure, Olivier Flournoy, René Spitz et René Henny. Elle participe aux formations mensuelles de René Diatkine et Serge Lebovici. 
Elle épouse le psychanalyste français Jean Bégoin, avec qui elle a deux enfants. En 1970, elle s'installe à Paris, où elle exerce en tant que psychanalyste d'enfants et d'adolescents, et d'adultes, en libéral et en institution, tout en poursuivant sa formation analytique, en France avec Michel Fain, Pierre Luquet, Joyce McDougall, Donald Meltzer et, en Angleterre, avec Herbert Rosenfeld, Hanna Segal, Joseph et Anne-Marie Sandler. Jean Bégoin et elle accueillent dans leur appartement, en 1974, le groupe préalable au GERPEN (Groupe d'études et de recherches psychanalytiques pour le développement de l'enfant et du nourrisson), auquel appartiennent James Gammill et Geneviève Haag, autour de Martha Harris et de Donald Meltzer, Esther Bick, Frances Tustin. Elle traduit, avec Jean Bégoin, deux ouvrages de Donald Meltzer, Le Processus psychanalytique (1971) et Les structures sexuelles de la vie psychique (1977). En 1982, elle devient membre titulaire de la Société psychanalytique de Paris, dont elle est à deux reprises vice-présidente. Elle est membre du Committee on Child and Adolescent Psychoanalysis (COCAP) de l'Association psychanalytique internationale depuis sa fondation et en est présidente de 2008 à 2014. 
Elle est adhérente directe de l'Association psychanalytique internationale et vit à Chandolin.

## Recherches
Elle s'intéresse à la psychanalyse des enfants et aux recherches théorico-cliniques de Melanie Klein, notamment la notion d'identification projective, définie par Klein et développée ensuite par Wilfred Bion, et des psychanalystes kleiniens et post-kleiniens de l'« école anglaise de psychanalyse », notamment Donald Winnicott, et la pensée de Bion. Ainsi, elle co-édite, avec Thierry Bokanowski, les actes du colloque sur « L'actualité de la pensée de Bion » (2005). Elle s'appuie sur des notions définies par Bion, notamment la « capacité de penser », la « capacité de rêverie maternelle », la théorie des pulsions bionienne notions qu'elle précise d'abord, avant de développer une pensée originale à partir d'elles. Elle participe à la diffusion en France des recherches du psychanalyste italien Antonino Ferro. Elle est particulièrement sensible à l'actualisation de la métapsychologie freudienne.
Elle publie l'ouvrage Au vif de l'infantile (1996) et Épître à l'objet , en 1997. En 2015, elle publie le premier tome de Quelle psychanalyse pour le XXIe siècle ?, où elle réinterroge les concepts majeurs de Freud et de Klein,. Elle est l'auteure d'articles et de chapitres d'ouvrages sur l'identification projective, la genèse des troubles de la pensée, le féminin et la maternité, l'analyse d'enfants et l'évolution des concepts et de la technique analytiques,.

## Activités éditoriales et institutionnelles
Elle est cofondatrice, avec Annie Anzieu, de l'Association pour la psychanalyse de l'enfant en 1984, puis de la Société européenne pour la psychanalyse de l'enfant et de l'adolescent (SEPEA) en 1994. Elle codirige l'édition de trois ouvrages de la collection du SEPEA, Actualité de la pensée de Bion (2007), La relation mère-fille. Entre partage et clivage (2007) et Psychanalyse de l'enfant et de l'adolescent. État des lieux et perspectives (2014).
En 2003, elle devient la première rédactrice en chef de l'Année psychanalytique internationale, qui traduit des articles de l'International Journal of Psychoanalysis (IJP), fonction qu'elle occupe jusqu'en 2010.   

## Publications
- L'évolution de la technique en analyse d'enfants, in James Gammill et coll., Melanie Klein aujourd'hui, p. 55-66, Lyon, Césura, 1985.
- Limite et lieux de la psychose et de l’interprétation. Essai sur l’identification projective, Topique, no 36, 1985 « Voies d’entrée dans la psychose », p. 173-184.
- À l’aube du maternel et du féminin. Essai sur deux concepts aussi évidents qu’inconcevables, Revue française de psychanalyse, vol.51 (6) 1987, p. 1491-1503.
- Au vif de l'infantile. réflexions sur la situation analytique, Lausanne, Delachaux et Niestlé, 1996
- Épître à l'objet, Paris, Puf, 1997[28].
- Le couple mentalisation↔démentalisation, un concept métapsychologique de troisième type, Revue française de psychosomatique, 2001  no 20, 2001, p. 115-135.
- Les enfants d’aujourd’hui : changements de sociétés et modifications de la psychopathologie, in Roger Perron (dir.), Psychanalystes, qui êtes-vous ?, p. 257-261, Dunod, 2006
- (codir.) Actualité de la pensée de Bion, avec Thierry Bokanowski, Paris, In Press, 2007
- (codir.) La relation mère-fille. Entre partage et clivage, avec Thierry Bokanowski, Paris, In Press, 2007
- (codir.) Psychanalyse de l'enfant et de l'adolescent. État des lieux et perspectives, avec Sesto-Marcello Passone, Paris, In press, 2014
- Bion, un penseur en quête de pensées, Le Coq-Héron, 2014/1, no 216, p. 17-28
- Quelle psychanalyse pour le XXe siècle ?, t. 1 Concepts psychanalytiques en mouvement, Paris, Ithaque, 2015
- Au vif de l’Infantile, aujourd'hui : Réflexions sur la situation analytique, Ithaque, coll. « Psychanalyse », 2020, 224 p. (ISBN 978-2-490350-05-6).
- Sylvie Reignier, Rencontre avec Florence Guignard. À l'écoute du développement de la pensée humaine, préface de Priska Hess, avant-propos par Michel Dugnat & Dalila Idir-Val, Érès, 2024,  (ISBN 9782749279046) [lire en ligne].